# 김종욱 (경찰)
김종욱(金鍾旭, 1968년 ~ )은 대한민국의 제19대 해양경찰청장이었다.

## 학력
- 거제 동부국민학교 졸업
- 거제 동부중학교 졸업
- 거제수산고등학교 졸업
- 초당대학교 경찰행정학 학사
- 경상대학교 행정대학원 법학 석사
- 경상대학교 대학원 법학 박사과정 수료

## 경력
- 1989 해양경찰 순경 특별채용 합격
- 2007.01~2008.03 해양경찰서 속초서 수사과장
- 2008.03~2011.12 해양경찰청 형사계장
- 2011.12~2011.12 해양경찰청 감사담당관실 감사팀장
- 2011.12~2012.07 해양경찰청 수사과장 직무대리
- 2012.07~2013.07 해양경찰청 인사교육담당관
- 2013.07~2014.11 제20대 울산해양경찰서장
- 2014.11~2015.01 국민안전처 해양경비안전본부 울산해양경비안전서장
- 2015.01~2017.01 국방대학원 교육
- 2017.01~2018.12 국민안전처 해경본부 해양경비과장, 감사담당관
- 2018.12 해양경찰청 교육
- 2019 해양경찰청 감사관
- 2020 해양경찰청 동해지방해양경찰청장 전담직무대리
- 2020.03~2020.12 해양경찰청 장비기술국장
- 2021.01 제12대 해양경찰교육원장
- 2021년 1월~2021년 12월: 해양경찰청 수사국장
- 2021년 12월~2023년 1월: 제14대 서해지방해양경찰청장
- 2023년 1월~2025년 1월: 제19대 해양경찰청장

| 전임 정봉훈 | 제19대 해양경찰청장 2023년 1월 4일 ~ 2025년 1월 3일 | 후임 오상권(직무대행) 김용진 |